# Challenge League
Challenge League, denumită oficial Brack.ch Challenge League din motive de sponsorizare, este a doua competiție ca importanță din sistemul fotbalistic elvețian.

## Cluburi participante în sezonul 2016–17
| Club            | Stadion               | Capacitate |
| --------------- | --------------------- | ---------- |
| FC Aarau        | Stadion Brügglifeld   | 8,000      |
| FC Chiasso      | Stadio Comunale       | 11,160     |
| FC Le Mont      | Stade Sous-Ville      | 2,500      |
| Neuchâtel Xamax | Stade de la Maladière | 12,000     |
| FC Schaffhausen | Stadion Breite        | 7,300      |
| Servette FC     | Stade de Genève       | 30,000     |
| FC Wil          | Stadion Bergholz      | 6,958      |
| FC Winterthur   | Schützenwiese         | 8,550      |
| FC Wohlen       | Stadion Niedermatten  | 5,000      |
| FC Zürich       | Letzigrund            | 26,100     |